# Liste der Johannes-Nepomuk-Darstellungen im Bezirk Zwettl
Der 1729 heiliggesprochene Johannes Nepomuk gilt nach Maria und Josef als der am dritthäufigsten dargestellte Heilige in Österreich. An zahlreichen Standorten gibt es Johannes-Nepomuk-Darstellungen im Bezirk Zwettl.
Erst nach Böhmen, aber noch vor dessen Selig- oder Heiligsprechung, setzte in Niederösterreich jene Verehrung Johannes Nepomuks ein, die sich in Form von Statuen und Bildern dokumentiert.

## Standorte
| Foto  |                 | Objekt                                                         | Standort                  | Künstler           | Baujahr | Beschreibung |
| ----- | --------------- | -------------------------------------------------------------- | ------------------------- | ------------------ | ------- | --- |
| ja    | Datei hochladen | Statue Johannes Nepomuk HERIS-ID: 62737 Objekt-ID: 75316       | Allentsteig ·             |                    | 1780    | Am südlichen Ortsende von Allentsteig steht beim Seeabfluss eine polychromierte Statue Johannes Nepomuks, die mit 1780 datiert ist. Die Statue steht unter Denkmalschutz. |
| ja    | Datei hochladen | Statue Johannes Nepomuk HERIS-ID: 62967 Objekt-ID: 75567       | Altpölla ·                |                    | ~1730   | Beim Pfarrhof von Altpölla steht eine Statue Johannes Nepomuks aus der Zeit um 1730. Zu Füßen des Heiligen befindet sich eine Putte, die die Schweigegeste macht, mit einem großen Stern. |
| ja    | Datei hochladen | Statue Johannes Nepomuk HERIS-ID: 49467 Objekt-ID: 53196       | Arbesbach ·               |                    | ~1770   | In der Pfarrkirche Arbesbach steht neben dem Beichtstuhl eine polychromierte Statue Johannes Nepomuks aus der Zeit um 1770. |
| ja    | Datei hochladen | Statue Johannes Nepomuk                                        | Armschlag ·               |                    |         | In einem Nischenbildstock in Armschlag befindet sich eine Statue Johannes Nepomuks. |
| ja    | Datei hochladen | Statue Johannes Nepomuk HERIS-ID: 49584 Objekt-ID: 53457       | Bärnkopf ·                |                    |         | Auf dem Schalldeckel der Pfarrkirche Bärnkopf befindet sich eine kleine Statue Johannes Nepomuks. |
| BW    | Datei hochladen | Statue Johannes Nepomuk HERIS-ID: 49586 Objekt-ID: 53466       | Böhmsdorf ·               |                    |         | In der Ortskapelle von Böhmsdorf steht eine Statue Johannes Nepomuks aus der ersten Hälfte des 19. Jahrhunderts. |
| BW    | Datei hochladen | Statue Johannes Nepomuk HERIS-ID: 49553 Objekt-ID: 53391       | Brand ·                   |                    |         | An der linken Langhauswand der Pfarrkirche von Brand steht eine polychromierte Statue Johannes Nepomuks aus der Mitte des 18. Jahrhunderts. |
| ja    | Datei hochladen | Statue Johannes Nepomuk                                        | Dietrichsbach ·           |                    |         | Nordöstlich der Wachtelhütte, Dietrichsbach 1, befindet sich eine Wegkapelle mit einer Statue Johannes Nepomuks. |
| ja    | Datei hochladen | Statue Johannes Nepomuk HERIS-ID: 49623 Objekt-ID: 53536       | Echsenbach ·              |                    |         | In der Pfarrkirche von Echsenbach befindet sich eine Statue Johannes Nepomuks. |
| ja    | Datei hochladen | Statue Johannes Nepomuk HERIS-ID: 62975 Objekt-ID: 75577       | Franzen ·                 |                    | 1731    | Vor dem Eingang zur Pfarrkirche von Franzen steht auf einem Wolkensockel mit Puttenköpfen eine Statue Johannes Nepomuks. Datiert ist sie mit 1731. Auftraggeber waren die Freiherren von Ehrmanns. |
| BW    | Datei hochladen | Gemälde Johannes Nepomuk                                       | Franzen ·                 |                    | 1744    | Auf dem rechten Seitenaltar der Pfarrkirche von Franzen befindet sich ein aus dem Jahr 1744 stammendes Ölgemälde mit der Darstellung der Apotheose Johannes Nepomuks. |
| ja    | Datei hochladen | Statue Johannes Nepomuk HERIS-ID: 63832 Objekt-ID: 76521       | Friedersbach ·            |                    |         | Beim Ortsteich von Friedersbach steht eine dem Heiligen geweihte Kapelle mit einer Statue Johannes Nepomuks aus der ersten Hälfte des 18. Jahrhunderts. |
| ja    | Datei hochladen | Statue Johannes Nepomuk HERIS-ID: 49777 Objekt-ID: 53896       | Grainbrunn ·              |                    |         | In einer Rundbogennische in der rechten Langhauswand der Pfarrkirche Grainbrunn steht eine polychromierte Figur Johannes Nepomuks aus der ersten Hälfte des 18. Jahrhunderts. |
| ja    | Datei hochladen | Wandmalerei Johannes Nepomuk HERIS-ID: 63251 Objekt-ID: 75880  | Grainbrunn ·              | Anton Mayr         | 1832    | In einer Rundbogennische an der rechten Seite der Bründlkapelle von Grainbrunn befindet sich Grisaillemalerei von Anton Mayr mit einer Darstellung Johannes Nepomuks aus dem Jahr 1832. |
| ja    | Datei hochladen | Statue Johannes Nepomuk HERIS-ID: 49793 Objekt-ID: 53934       | Groß Gerungs ·            |                    |         | An der Orgelempore der Pfarrkirche Groß Gerungs befindet sich eine polychromierte Figur Johannes Nepomuks aus dem Anfang des 18. Jahrhunderts. |
| ja    | Datei hochladen | Statue Johannes Nepomuk HERIS-ID: 62802 Objekt-ID: 75387       | Groß Gerungs ·            |                    |         | Auf dem Marktplatz von Groß Gerungs steht hinter dem Standesamt eine Statue Johannes Nepomuks aus der Mitte des 18. Jahrhunderts. Vom ersten Aufstellungsort, einem natürlich gewachsenen Felsen, wurde die Statue zu einem späteren Zeitpunkt auf einen Sockel aus Granit, der auf drei Stufen steht, versetzt.                                           |
| ja    | Datei hochladen | Statue Johannes Nepomuk                                        | Groß Gerungs ·            |                    | 1859    | Bei der Brücke über die Zwettl an der Straße zwischen Groß-Gerungs und Dietmanns steht eine Statue Johannes Nepomuks auf einem hohen gotisierenden Steinsockel aus dem Jahr 1859. Sie stellt eine der wenigen bekannten aus Gusseisen gefertigten Statuen des Heiligen dar.                                                                                |
| ja    | Datei hochladen | Gemälde Johannes Nepomuk HERIS-ID: 49800 Objekt-ID: 53954      | Großglobnitz ·            |                    |         | Auf dem rechten Seitenaltar der Pfarrkirche Großglobnitz befindet sich ein Gemälde mit Darstellungen Johannes Nepomuks bei der Beichte der Königin und während seines Martyriums aus dem dritten Drittel des 18. Jahrhunderts. Auf der Altarmensa befindet sich ein Glasschrein mit einer liegenden Figur des Heiligen aus der Mitte des 18. Jahrhunderts. |
| ja    | Datei hochladen | Statue Johannes Nepomuk HERIS-ID: 63848 Objekt-ID: 76537       | Großglobnitz ·            |                    |         | Bei der Brücke über den Rotbach in Großglobnitz steht eine Johannes Nepomuk geweihte Kapelle mit einer Statue des Heiligen aus der Mitte des 18. Jahrhunderts. Die Statue wurde 1954 renoviert. |
| BW    | Datei hochladen | Statue Johannes Nepomuk                                        | Großpertenschlag ·        |                    |         | In der Ortskapelle von Großpertenschlag befindet sich eine Statue Johannes Nepomuks aus der Mitte des 18. Jahrhunderts. |
| BW    | Datei hochladen | Statue Johannes Nepomuk HERIS-ID: 49813 Objekt-ID: 53980       | Großreichenbach ·         |                    |         | In der Ortskapelle von Großreichenbach befindet sich ein Rokokoschrein mit einer liegenden Figur Johannes Nepomuks aus der Mitte des 18. Jahrhunderts. |
| ja    | Datei hochladen | Statue Johannes Nepomuk HERIS-ID: 63853 Objekt-ID: 76542       | Guttenbrunn ·             |                    |         | Nördlich von Gutenbrunn steht an der Straße nach Zwettl eine Johannes-Nepomuk-Kapelle mit einer polychromierten Statue des Heiligen aus der zweiten Hälfte des 18. Jahrhunderts. |
| ja    | Datei hochladen | Bild Johannes Nepomuk                                          | Heitzles ·                |                    |         | In Heitzles steht ein überdachtes Wegkreuz mit einem Bild des hl. Johannes Nepomuk. |
| ja    | Datei hochladen | Statue Johannes Nepomuk                                        | Jahrings ·                |                    |         | Beim Löschwasserteich von Jahrings befindet sich eine 1970 errichtete Johannes-Nepomuk-Kapelle mit einer Statue des Heiligen aus der zweiten Hälfte des 18. Jahrhunderts. Ursprünglich befand sich die Statue neben dem Gemeindebrunnen. |
| BW    | Datei hochladen | Statue Johannes Nepomuk                                        | Kienberg ·                |                    |         | In der Ortskapelle von Kienberg befindet sich eine Sockelfigur Johannes Nepomuks. Diese stammt aus der ehemaligen Kapelle in Reichhalms, einer weiteren Katastralgemeinde von Pölla. |
| ja    | Datei hochladen | Statue Johannes Nepomuk HERIS-ID: 49991 Objekt-ID: 54433       | Kirchbach ·               |                    |         | Auf dem Seitenaltar der Marienkapelle der Pfarrkirche von Kirchbach befindet sich eine Darstellung Johannes Nepomuks als rechte Seitenfigur. |
| BW    | Datei hochladen | Statue Johannes Nepomuk HERIS-ID: 49994 Objekt-ID: 54437       | Kirchberg an der Wild ·   |                    | 1847    | Auf dem rechten Seitenaltar der Pfarrkirche von Kirchberg an der Wild befindet sich als rechte Seitenfigur eine aus dem Jahr 1847 stammende Darstellung Johannes Nepomuks. |
| ja    | Datei hochladen | Statue Johannes Nepomuk                                        | Kirchberg an der Wild ·   |                    | 1765    | Beim südlichen Ortsende steht eine Wegkapelle mit einer Statue Johannes Nepomuks aus dem Jahr 1765. |
| ja    | Datei hochladen | Statue Johannes Nepomuk HERIS-ID: 63864 Objekt-ID: 76553       | Kleehof ·                 |                    | 1797    | Beim Teich von Kleehof steht eine Statue Johannes Nepomuks, die mit 1797 bezeichnet ist. |
| ja    | Datei hochladen | Nischenfigur Johannes Nepomuk HERIS-ID: 63254 Objekt-ID: 75883 | Kleinhaslau ·             |                    |         | Über der Tür der Ortskapelle von Kleinhaslau steht eine Nischenfigur Johannes Nepomuks. |
| ja    | Datei hochladen | Statue Johannes Nepomuk HERIS-ID: 62875 Objekt-ID: 75466       | Kottes ·                  |                    |         | Außen an der Kirchhofmauer von Kottes steht ein Bildstock Johannes Nepomuks aus der ersten Hälfte des 18. Jahrhunderts. |
| ja    | Datei hochladen | Statue Johannes Nepomuk HERIS-ID: 50120 Objekt-ID: 54756       | Langschlag ·              |                    | 1723    | An der rechten Chorwand der Pfarrkirche von Langschlag befindet sich eine 1723 von Andreas Landsteiner gestiftete polychromierte Statue Johannes Nepomuks |
| ja    | Datei hochladen | Statue Johannes Nepomuk HERIS-ID: 62912 Objekt-ID: 75506       | Langschlag ·              |                    |         | Gegenüber von Schloss Langschlag steht eine Johannes-Nepomuk-Kapelle aus der ersten Hälfte des 19. Jahrhunderts. Um 1980 wurde diese im Zuge eines Brückenneubaues in abgeänderter Form neu erbaut. |
| ja    | Datei hochladen | Statue Johannes Nepomuk HERIS-ID: 63324 Objekt-ID: 75955       | Limbach ·                 |                    |         | Im Norden von Limbach steht bei einer Brücke eine Statue Johannes Nepomuks aus der ersten Hälfte des 18. Jahrhunderts. |
| ja    | Datei hochladen | Statue Johannes Nepomuk HERIS-ID: 50182 Objekt-ID: 54898       | Marbach am Walde ·        |                    |         | In der Pfarrkirche Marbach am Walde befindet sich auf dem linken Seitenaltar eine Darstellung Johannes Nepomuks aus der ersten Hälfte des 18. Jahrhunderts als Seitenfigur und die aus dem Jahr 1829 stammenden Glocke besitzt ein Relief des Heiligen. |
| ja    | Datei hochladen | Statue Johannes Nepomuk HERIS-ID: 63882 Objekt-ID: 76571       | Marbach am Walde ·        |                    |         | Im Osten von Marbach am Walde steht eine Kapelle mit einer Statue Johannes Nepomuks aus der zweiten Hälfte des 18. Jahrhunderts. |
| ja    | Datei hochladen | Statue Johannes Nepomuk                                        | Martinsberg ·             |                    |         | Beim westlichen Ortsende steht eine moderne Wegkapelle mit einer Statue Johannes Nepomuks aus dem 19. Jahrhundert. |
| BW    | Datei hochladen | Statue Johannes Nepomuk HERIS-ID: 50311 Objekt-ID: 55149       | Niederglobnitz ·          |                    |         | In der Ortskapelle von Niederglobnitz befindet sich auf einer Konsole rechts vom Altar eine Statue Johannes Nepomuks aus der ersten Hälfte des 19. Jahrhunderts. |
| ja    | Datei hochladen | Nischenfigur Johannes Nepomuk HERIS-ID: 50316 Objekt-ID: 55162 | Niederwaltenreith ·       |                    |         | An der südseitigen Außenwand der 1904 errichteten und Johannes Nepomuk geweihten Ortskapelle befindet sich eine Nische mit einer polychromierten Statue des Heiligen aus der Mitte des 18. Jahrhunderts. |
| ja    | Datei hochladen | Nischenfigur Johannes Nepomuk HERIS-ID: 62830 Objekt-ID: 75416 | Oberkirchen ·             |                    |         | Beim Friedhofseingang von Oberkirchen steht eine volkstümliche Figur Johannes Nepomuks aus der ersten Hälfte des 19. Jahrhunderts. |
| ja    | Datei hochladen | Statue Johannes Nepomuk HERIS-ID: 50340 Objekt-ID: 55206       | Obernondorf ·             |                    |         | In der Kirche von Obernondorf befindet sich an der rechten Chorwand eine polychromierte Statue Johannes Nepomuks aus der ersten Hälfte des 19. Jahrhunderts. |
| ja    | Datei hochladen | Statue Johannes Nepomuk HERIS-ID: 63893 Objekt-ID: 76582       | Oberstrahlbach ·          |                    |         | In Oberstrahlbach befindet sich eine Wegkapelle mit einer aus Holz geschnitzten Figur Johannes Nepomuks aus dem 19. Jahrhundert. |
| ja    | Datei hochladen | Statue Johannes Nepomuk HERIS-ID: 62927 Objekt-ID: 75521       | Ottenschlag ·             |                    |         | Auf einer Eckkonsole des Nordturms der Pfarrkirche von Ottenschlag befindet sich eine Statue Johannes Nepomuks aus der Mitte des 18. Jahrhunderts. Diese wurde 1907 von der Gemeinde Wien zur Verfügung gestellt. |
| ja    | Datei hochladen | Statue Johannes Nepomuk HERIS-ID: 62927 Objekt-ID: 75521       | Ottenschlag ·             |                    |         | Auf dem rechten Seitenaltar der Pfarrkirche von Ottenschlag befindet sich eine polychromierte Darstellung Johannes Nepomuks als Aufsatzfigur. |
| ja    | Datei hochladen | Statue Johannes Nepomuk HERIS-ID: 11244 Objekt-ID: 7326        | Ottenschlag ·             |                    |         | Beim Teich von Ottenschlag befindet sich eine moderne Johannes-Nepomuk-Kapelle mit einer aus Holz geschnitzten Figur Johannes Nepomuks aus der Mitte des 18. Jahrhunderts. |
| ja    | Datei hochladen | Johannes Johannes Nepomuk                                      | Rappoltschlag ·           |                    |         | Die 1895 errichtete Ortskapelle von Rappoltschlag wurde Johannes Nepomuk geweiht. |
| ja    | Datei hochladen | Johannes Johannes Nepomuk HERIS-ID: 63181 Objekt-ID: 75796     | Rappottenstein ·          |                    |         | Südlich von Rappottenstein steht eine Johannes Nepomuk geweihte Wegkapelle aus dem Jahr 1838. |
| BW    | Datei hochladen | Statue Johannes Nepomuk HERIS-ID: 50482 Objekt-ID: 55517       | Rieggers ·                |                    |         | Auf dem Hochaltar der Pfarrkirche Rieggers befindet sich eine Darstellung Johannes Nepomuks aus der zweiten Hälfte des 18. Jahrhunderts als Seitenfigur. |
| ja    | Datei hochladen | Statue Johannes Nepomuk HERIS-ID: 62772 Objekt-ID: 75355       | Rieweis ·                 |                    |         | In der Ortskapelle von Rieweis befindet sich auf der linken Seite eine Statue Johannes Nepomuks. |
| BW    | Datei hochladen | Statue Johannes Nepomuk HERIS-ID: 50487 Objekt-ID: 55525       | Roggenreith ·             |                    |         | In der Ortskapelle von Roggenreith befindet sich eine Statue Johannes Nepomuks aus dem 18. Jahrhundert. |
| ja    | Datei hochladen | Statue Johannes Nepomuk HERIS-ID: 50516 Objekt-ID: 55571       | Sallingstadt ·            |                    | 1884    | An der rechten Langhauswand der Pfarrkirche von Sallingstadt steht eine polychromierte Statue Johannes Nepomuks aus dem Jahr 1884. |
| ja    | Datei hochladen | Statue Johannes Nepomuk HERIS-ID: 63328 Objekt-ID: 75959       | Sallingstadt ·            |                    | 1724    | Bei der im Ort gelegenen Brücke von Sallingstadt an der Straße Richtung Kirchberg am Wald steht eine Statue Johannes Nepomuks mit einem Blechbaldachin, die mit 1724 datiert ist. |
| BW    | Datei hochladen | Statue Johannes Nepomuk HERIS-ID: 50523 Objekt-ID: 55588       | Scheideldorf ·            |                    |         | An der rechten Langhauswand der Pfarrkirche von Scheideldorf befindet sich eine Statue Johannes Nepomuks aus der zweiten Hälfte des 18. Jahrhunderts. |
| ja    | Datei hochladen | Statue Johannes Nepomuk                                        | Schickenhof ·             |                    |         | Östlich des Schickenhofs steht an der alten Straße eine Johannes-Nepomuk-Kapelle aus der Mitte des 18. Jahrhunderts. Im Juni 2009 wurde die Kapelle nach ihrer Renovierung neu geweiht. |
|       | Datei hochladen | Statue Johannes Nepomuk                                        | Schmerbach am Kamp        |                    |         | Im Ostteil des Ortsgebiets von Schmerbach am Kamp steht eine Statue Johannes Nepomuks aus dem Ende des 18. Jahrhunderts. |
| ja    | Datei hochladen | Statue Johannes Nepomuk HERIS-ID: 50560 Objekt-ID: 55648       | Schönbach ·               |                    |         | Auf dem Josephi-Altar der Pfarr- und Wallfahrtskirche von Schönbach befindet sich eine aus Holz geschnitzte und vergoldete Figur Johannes Nepomuks aus dem 18. Jahrhundert. |
| ja    | Datei hochladen | Statue Johannes Nepomuk                                        | Schönbach ·               |                    | ~1740   | Beim ehemaligen Kloster von Schönbach steht eine Johannes-Nepomuk-Kapelle mit einer Statue des Heiligen aus der Zeit um 1740. |
| ja    | Datei hochladen | Statue Johannes Nepomuk HERIS-ID: 63315 Objekt-ID: 75946       | Schwarzenau ·             |                    |         | In der nördlich von Schloss Schwarzenau gelegenen Meierhofkapelle befindet sich eine Figur Johannes Nepomuks aus dem 18. Jahrhundert. |
| BW    | Datei hochladen | Statue Johannes Nepomuk                                        | Schwarzenau ·             |                    |         | Auf dem rechten Seitenaltar in der Kapelle von Schloss Schwarzenau befinden sich eine Figur Johannes Nepomuks und im Auszug ein Relief mit einer Darstellung des Martyriums des Heiligen. |
| ja    | Datei hochladen | Statue Johannes Nepomuk                                        | Schwarzenau ·             |                    | 1729    | Bei der Brücke über die Thaya in Schwarzenau stehen Statuen der heiligen Antonius, Felix und Johannes Nepomuks. Die laut Chronogramm aus dem Jahr 1729 stammenden Darstellungen wurden vom Schlosspark hierher versetzt. |
| ja    | Datei hochladen | Statue Johannes Nepomuk HERIS-ID: 63342 Objekt-ID: 75976       | Schweiggers ·             |                    | 1744    | Bei der Brücke über die Deutsche Thaya in Schweiggers steht eine von einer Steinbalustrade umgebene Statue Johannes Nepomuks aus dem Jahr 1744. |
| ja    | Datei hochladen | Statue Johannes Nepomuk HERIS-ID: 50706 Objekt-ID: 55941       | Thaua ·                   |                    |         | In der Ortskapelle von Thaua befindet sich eine Statue Johannes Nepomuks aus der zweiten Hälfte des 18. Jahrhunderts. |
| ja    | Datei hochladen | Statue Johannes Nepomuk                                        | Thaua ·                   |                    |         | Auf der Brücke über den Thauabach befindet sich eine Statue Johannes Nepomuks. |
| ja    | Datei hochladen | Statue Johannes Nepomuk                                        | Unterrosenauerwald ·      |                    | 1864    | In Unterrosenauerwald steht ein Breitpfeilerbildstock mit einer mit 1864 datierten Statue Johannes Nepomuks. |
| ja    | Datei hochladen | Statue Johannes Nepomuk                                        | Voitschlag ·              |                    |         | In der Ortskapelle Voitschlag (errichtet 1982 bis 1997) steht am Altar eine Statue des hl. Johannes Nepomuk. |
| BW    | Datei hochladen | Statue Johannes Nepomuk HERIS-ID: 50783 Objekt-ID: 56123       | Waldhausen ·              |                    |         | An der linken Langhauswand der Pfarrkirche von Waldhausen befindet sich eine polychromierte Figur Johannes Nepomuks aus der zweiten Hälfte des 18. Jahrhunderts. |
| ja    | Datei hochladen | Statue Johannes Nepomuk                                        | Waldreichs ·              |                    | 1717    | Vor dem Torbau von Schloss Waldreichs steht auf einem hohen Piedestal mit Wappen und profilierten Gesimsen eine Statue Johannes Nepomuks. Datiert ist sie mit 1717. Die Österreichische Kunsttopographie bewertet sie als „gute lebensgroße Statue“. |
| ja    | Datei hochladen | Nischenfigur Johannes Nepomuk HERIS-ID: 63000 Objekt-ID: 75605 | Wegscheid am Kamp ·       |                    |         | Über der Tür der Ortskapelle von Wegscheid am Kamp befindet sich eine Nischenfigur Johannes Nepomuks. |
| ja    | Datei hochladen | Statue Johannes Nepomuk HERIS-ID: 62998 Objekt-ID: 75603       | Wetzlas ·                 |                    |         | In der Allee östlich von Schloss Wetzlas steht eine Statue Johannes Nepomuks aus dem 18. Jahrhundert. |
| BW    | Datei hochladen | Statue Johannes Nepomuk HERIS-ID: 50874 Objekt-ID: 56321       | Windhof ·                 |                    |         | In der Ortskapelle von Windhof befindet sich eine barocke Statue Johannes Nepomuks. |
| BW    | Datei hochladen | Statue Johannes Nepomuk                                        | Wolfenstein ·             |                    |         | In der Ortskapelle von Wolfenstein befindet sich eine Statue Johannes Nepomuks aus der ersten Hälfte des 18. Jahrhunderts als Mittelfigur auf dem Altar. |
| ja    | Datei hochladen | Relief Johannes Nepomuk HERIS-ID: 63556 Objekt-ID: 76227       | Zwettl-Niederösterreich · | Johann Caspar Högl | 1727    | Am Sockel der aus dem Jahr 1727 stammenden und von Johann Caspar Högl geschaffenen Dreifaltigkeitssäule auf dem Hauptplatz von Zwettl befindet sich ein Relief des auf einer dreibogigen Brücke knienden Johannes Nepomuk. |
| ja BW | Datei hochladen | Statue Johannes Nepomuk HERIS-ID: 63569 Objekt-ID: 76240       | Zwettl-Niederösterreich · |                    |         | In der 1783 errichteten Johannes-Nepomuk-Kapelle bei der ins Zentrum von Zwettl führenden Brücke über den Kamp, die heute als Kriegerdenkmal dient, befinden sich eine aus Holz geschnitzte Statue Johannes Nepomuks und ein Fresko mit dem Panorama der Stadt Prag.                                                                                       |
| ja    | Datei hochladen | Statue Johannes Nepomuk HERIS-ID: 63560 Objekt-ID: 76231       | Zwettl-Niederösterreich · |                    | 1734    | Auf einer Kampbrücke in Zwettl steht eine mit 1734 datierte Statue Johannes Nepomuks. |
| ja    | Datei hochladen | Gemälde Johannes Nepomuk                                       | Zwettl-Stift ·            |                    | 1737    | In der Kirche von Stift Zwettl befindet sich auf dem Johannes-Nepomuk-Altar ein Volutenretabel mit einem Altarbild des Heiligen von Matthäus Jakob Pink aus dem Jahr 1737. |
| ja    | Datei hochladen | Statue Johannes Nepomuk                                        | Zwettl-Stift ·            |                    | 1763    | Bei der Brücke über den Kamp beim Stift Zwettl steht eine 1763 errichtete Johannes-Nepomuk-Kapelle. Wandmalereien von Josef Schitz stellen die Beichte der Königin und Johannes Nepomuk vor König Wenzel dar. Die Statue von Johannes Nepomuk stammt von Adam Pirar.                                                                                       |
| ja    | Datei hochladen | Statue Johannes Nepomuk HERIS-ID: 58101 Objekt-ID: 68553       | Zwinzen ·                 |                    | 1729    | Neben einer Cholerakapelle in Zwinzen steht eine polychromierte Statue Johannes Nepomuks, die mit 1729 datiert ist. Die Statue steht unter Denkmalschutz. |